# 235
235 је била проста година.

## Догађаји

### Март
- 22. март — Римског цара Александра Севера и његову мајку Јулију Мамеју убијају њихови војници. Војници проглашавају Максимина Трачанина новим царом. Династија Севера се завршава, а почиње Криза трећег века.

### Септембар
- 28. септембар – Папа Понтијан подноси оставку, први који абдицира, јер су он и Хиполит, црквени вођа Рима, прогнани у руднике Сардиније. Цар Максимијан прогони хришћане

### Новембар
- 21. новембар – Папа Антерије наслеђује Понтијана као деветнаести епископ града Рима.

## Смрти
- 22. март — Александар Север, римски цар (р. 208)

- Јулија Мамеја, мајка Александра Севера (р. 180)
- Касије Дион Кокејан (око 155 - 235) римски конзул и историчар
- Иполит Римски хришћански светитељ
- Квартин  - римски узурпатор